# Mistrzostwa Świata w Piłce Siatkowej Kobiet 2014 (eliminacje strefy NORCECA)
Eliminacje strefy NORCECA do Mistrzostw Świata w Piłce Siatkowej Kobiet 2014 odbywały się w trzech rundach kwalifikacyjnych i brało w nich udział 38 reprezentacji. Eliminacje wyłoniły 6 najlepszych zespołów, które awansowały do Mistrzostw Świata w Piłce Siatkowej Kobiet 2014

## Pierwsza runda kwalifikacyjna
awans do drugiej rundy kwalifikacyjnej

### Grupa A
Paramaribo
Tabela
| Lp. | Drużyna           | Mecze | Mecze | Mecze | Pkt | Małe punkty | Małe punkty | Małe punkty | Sety | Sety | Sety  |
| Lp. | Drużyna           | M     | W     | P     | Pkt | zdob.       | str.        | ratio       | wyg. | prz. | ratio |
| --- | ----------------- | ----- | ----- | ----- | --- | ----------- | ----------- | ----------- | ---- | ---- | ----- |
| 1   | Trynidad i Tobago | 3     | 3     | 0     | 13  | 267         | 186         | 1.435       | 9    | 2    | 4.500 |
| 2   | Gwadelupa         | 3     | 2     | 1     | 7   | 232         | 251         | 0.924       | 6    | 6    | 1.000 |
| 3   | Surinam           | 3     | 1     | 2     | 8   | 239         | 245         | 0.976       | 6    | 6    | 1.000 |
| 4   | Bahamy            | 3     | 0     | 3     | 2   | 206         | 262         | 0.786       | 2    | 9    | 0.222 |

Źródło: NORCECA
Punktacja: 3:0 – 5 pkt, 3:1 – 4 pkt, 3:2 – 3 pkt, 2:3 – 2 pkt, 1:3 – 1 pkt, 0:3 – 0 pkt
Zasady ustalania kolejności: 1. liczba zwycięstw, 2. liczba punktów, 3. stosunek małych punktów, 4. stosunek setów, 5. bilans w bezpośrednich meczach
Wyniki
| Data  | Godz. | Drużyna 1         | Wynik | Drużyna 2         | 1     | 2     | 3     | 4     | 5    | Widzów | *      |
| ----- | ----- | ----------------- | ----- | ----------------- | ----- | ----- | ----- | ----- | ---- | ------ | ------ |
| 01.09 | 09:00 | Trynidad i Tobago | 3:1   | Bahamy            | 25:20 | 25:15 | 15:25 | 25:15 |      | 100    | Raport |
| 01.09 | 11:00 | Surinam           | 2:3   | Gwadelupa         | 25:18 | 25:14 | 17:25 | 22:25 | 8:15 | 100    | Raport |
| 01.09 | 18:00 | Trynidad i Tobago | 3:0   | Gwadelupa         | 25:17 | 25:14 | 25:13 |       |      | 150    | Raport |
| 01.09 | 20:00 | Surinam           | 3:0   | Bahamy            | 25:22 | 25:15 | 25:15 |       |      | 200    | Raport |
| 02.09 | 9:00  | Bahamy            | 1:3   | Gwadelupa         | 25:16 | 21:25 | 15:25 | 18:25 |      | 75     | Raport |
| 02.09 | 11:00 | Surinam           | 1:3   | Trynidad i Tobago | 19:25 | 25:21 | 17:25 | 6:25  |      | 150    | Raport |

Mecz o 3 miejsce
| Data  | Godz. | Drużyna 1 | Wynik | Drużyna 2 | 1     | 2     | 3     | 4 | 5 | Widzów | *      |
| ----- | ----- | --------- | ----- | --------- | ----- | ----- | ----- | - | - | ------ | ------ |
| 02.09 | 18:00 | Surinam   | 3:0   | Bahamy    | 25:18 | 25:20 | 25:18 |   |   | 275    | Raport |

Finał
| Data  | Godz. | Drużyna 1         | Wynik | Drużyna 2 | 1    | 2     | 3     | 4 | 5 | Widzów | *      |
| ----- | ----- | ----------------- | ----- | --------- | ---- | ----- | ----- | - | - | ------ | ------ |
| 02.09 | 20:00 | Trynidad i Tobago | 3:0   | Gwadelupa | 25:6 | 25:14 | 25:13 |   |   | 300    | Raport |

Klasyfikacja końcowa
| Miejsce | Reprezentacja     |
| ------- | ----------------- |
| 1       | Trynidad i Tobago |
| 2       | Gwadelupa         |
| 3       | Surinam           |
| 4       | Bahamy            |

### Grupa B
Saint George’s
Tabela
| Lp. | Drużyna                   | Mecze | Mecze | Mecze | Pkt | Małe punkty | Małe punkty | Małe punkty | Sety | Sety | Sety  |
| Lp. | Drużyna                   | M     | W     | P     | Pkt | zdob.       | str.        | ratio       | wyg. | prz. | ratio |
| --- | ------------------------- | ----- | ----- | ----- | --- | ----------- | ----------- | ----------- | ---- | ---- | ----- |
| 1   | Saint Lucia               | 3     | 3     | 0     | 14  | 238         | 184         | 1.293       | 9    | 1    | 9.000 |
| 2   | Saint Vincent i Grenadyny | 3     | 2     | 1     | 8   | 233         | 224         | 1.040       | 6    | 5    | 1.200 |
| 3   | Grenada                   | 3     | 1     | 2     | 6   | 295         | 295         | 1.000       | 6    | 8    | 0.750 |
| 4   | Sint Eustatius            | 3     | 0     | 3     | 2   | 199         | 262         | 0.760       | 2    | 9    | 0.222 |

Źródło: NORCECA
Punktacja: 3:0 – 5 pkt, 3:1 – 4 pkt, 3:2 – 3 pkt, 2:3 – 2 pkt, 1:3 – 1 pkt, 0:3 – 0 pkt
Zasady ustalania kolejności: 1. liczba zwycięstw, 2. liczba punktów, 3. stosunek małych punktów, 4. stosunek setów, 5. bilans w bezpośrednich meczach
Wyniki
| Data  | Godz. | Drużyna 1                 | Wynik | Drużyna 2                 | 1     | 2     | 3     | 4     | 5     | Widzów | *      |
| ----- | ----- | ------------------------- | ----- | ------------------------- | ----- | ----- | ----- | ----- | ----- | ------ | ------ |
| 22.06 | 09:00 | Grenada                   | 3:2   | Sint Eustatius            | 25:13 | 25:20 | 20:25 | 23:25 | 19:17 | 100    | Raport |
| 22.06 | 11:00 | Saint Lucia               | 3:0   | Saint Vincent i Grenadyny | 25:16 | 25:16 | 25:16 |       |       | 120    | Raport |
| 22.06 | 18:00 | Saint Lucia               | 3:0   | Sint Eustatius            | 25:16 | 25:18 | 25:11 |       |       | 125    | Raport |
| 22.06 | 20:00 | Grenada                   | 2:3   | Saint Vincent i Grenadyny | 25:20 | 18:25 | 19:25 | 25:22 | 8:15  | 150    | Raport |
| 23.06 | 9:00  | Saint Vincent i Grenadyny | 3:0   | Sint Eustatius            | 25:15 | 25:17 | 25:22 |       |       | 75     | Raport |
| 23.06 | 11:00 | Grenada                   | 1:3   | Saint Lucia               | 23:25 | 17:25 | 25:13 | 23:25 |       | 100    | Raport |

Mecz o 3 miejsce
| Data  | Godz. | Drużyna 1 | Wynik | Drużyna 2      | 1     | 2     | 3     | 4 | 5 | Widzów | *      |
| ----- | ----- | --------- | ----- | -------------- | ----- | ----- | ----- | - | - | ------ | ------ |
| 23.04 | 18:00 | Grenada   | 3:0   | Sint Eustatius | 25:12 | 25:22 | 25:21 |   |   | 100    | Raport |

Finał
| Data  | Godz. | Drużyna 1   | Wynik | Drużyna 2                 | 1     | 2     | 3     | 4 | 5 | Widzów | *      |
| ----- | ----- | ----------- | ----- | ------------------------- | ----- | ----- | ----- | - | - | ------ | ------ |
| 23.04 | 20:00 | Saint Lucia | 3:0   | Saint Vincent i Grenadyny | 25:21 | 25:17 | 25:15 |   |   | 175    | Raport |

Klasyfikacja końcowa
| Miejsce | Reprezentacja             |
| ------- | ------------------------- |
| 1       | Saint Lucia               |
| 2       | Saint Vincent i Grenadyny |
| 3       | Grenada                   |
| 4       | Sint Eustatius            |

### Grupa C
Saint Croix
Tabela
| Lp. | Drużyna                              | Mecze | Mecze | Mecze | Pkt | Małe punkty | Małe punkty | Małe punkty | Sety | Sety | Sety  |
| Lp. | Drużyna                              | M     | W     | P     | Pkt | zdob.       | str.        | ratio       | wyg. | prz. | ratio |
| --- | ------------------------------------ | ----- | ----- | ----- | --- | ----------- | ----------- | ----------- | ---- | ---- | ----- |
| 1   | Wyspy Dziewicze Stanów Zjednoczonych | 3     | 3     | 0     | 14  | 245         | 196         | 1.250       | 9    | 1    | 9.000 |
| 2   | Curaçao                              | 3     | 2     | 1     | 9   | 227         | 213         | 1.066       | 6    | 4    | 1.500 |
| 3   | Haiti                                | 3     | 1     | 2     | 6   | 214         | 231         | 0.926       | 4    | 6    | 0.667 |
| 4   | Martynika                            | 3     | 0     | 3     | 1   | 200         | 246         | 0.813       | 1    | 9    | 0.111 |

Źródło: NORCECA
Punktacja: 3:0 – 5 pkt, 3:1 – 4 pkt, 3:2 – 3 pkt, 2:3 – 2 pkt, 1:3 – 1 pkt, 0:3 – 0 pkt
Zasady ustalania kolejności: 1. liczba zwycięstw, 2. liczba punktów, 3. stosunek małych punktów, 4. stosunek setów, 5. bilans w bezpośrednich meczach
Wyniki
| Data  | Godz. | Drużyna 1                            | Wynik | Drużyna 2 | 1     | 2     | 3     | 4     | 5 | Widzów | *      |
| ----- | ----- | ------------------------------------ | ----- | --------- | ----- | ----- | ----- | ----- | - | ------ | ------ |
| 26.05 | 09:00 | Martynika                            | 0:3   | Haiti     | 13:25 | 22:25 | 24:26 |       |   | 50     | Raport |
| 26.05 | 11:00 | Wyspy Dziewicze Stanów Zjednoczonych | 3:0   | Curaçao   | 25:23 | 25:12 | 25:20 |       |   | 0      | Raport |
| 26.05 | 18:00 | Curaçao                              | 3:0   | Martynika | 25:19 | 25:21 | 25:21 |       |   | 0      | Raport |
| 26.05 | 20:00 | Wyspy Dziewicze Stanów Zjednoczonych | 3:0   | Haiti     | 25:21 | 25:17 | 25:23 |       |   | 200    | Raport |
| 27.05 | 9:00  | Haiti                                | 1:3   | Curaçao   | 25:22 | 19:25 | 15:25 | 18:25 |   | 50     | Raport |
| 27.05 | 11:00 | Wyspy Dziewicze Stanów Zjednoczonych | 3:1   | Martynika | 25:17 | 20:25 | 25:20 | 25:18 |   | 100    | Raport |

Mecz o 3 miejsce
| Data  | Godz. | Drużyna 1 | Wynik | Drużyna 2 | 1     | 2     | 3     | 4     | 5 | Widzów | *      |
| ----- | ----- | --------- | ----- | --------- | ----- | ----- | ----- | ----- | - | ------ | ------ |
| 27.05 | 18:00 | Haiti     | 3:1   | Martynika | 22:25 | 25:21 | 25:20 | 25:23 |   | 75     | Raport |

Finał
| Data  | Godz. | Drużyna 1                            | Wynik | Drużyna 2 | 1     | 2     | 3     | 4     | 5 | Widzów | *      |
| ----- | ----- | ------------------------------------ | ----- | --------- | ----- | ----- | ----- | ----- | - | ------ | ------ |
| 27.05 | 20:00 | Wyspy Dziewicze Stanów Zjednoczonych | 3:1   | Curaçao   | 25:23 | 25:15 | 19:25 | 25:17 |   | 200    | Raport |

Klasyfikacja końcowa
| Miejsce | Reprezentacja                        |
| ------- | ------------------------------------ |
| 1       | Wyspy Dziewicze Stanów Zjednoczonych |
| 2       | Curaçao                              |
| 3       | Haiti                                |
| 4       | Martynika                            |

### Grupa D
Basseterre
Tabela
| Lp. | Drużyna             | Mecze | Mecze | Mecze | Pkt | Małe punkty | Małe punkty | Małe punkty | Sety | Sety | Sety  |
| Lp. | Drużyna             | M     | W     | P     | Pkt | zdob.       | str.        | ratio       | wyg. | prz. | ratio |
| --- | ------------------- | ----- | ----- | ----- | --- | ----------- | ----------- | ----------- | ---- | ---- | ----- |
| 1   | Saint Kitts i Nevis | 3     | 3     | 0     | 15  | 225         | 146         | 1.541       | 9    | 0    | MAX   |
| 2   | Anguilla            | 3     | 2     | 1     | 10  | 200         | 182         | 1.099       | 6    | 3    | 2.000 |
| 3   | Bermudy             | 3     | 1     | 2     | 5   | 182         | 213         | 0.854       | 3    | 6    | 0.500 |
| 4   | Sint Maarten        | 3     | 0     | 3     | 0   | 160         | 226         | 0.708       | 0    | 9    | 0.000 |

Źródło: NORCECA
Punktacja: 3:0 – 5 pkt, 3:1 – 4 pkt, 3:2 – 3 pkt, 2:3 – 2 pkt, 1:3 – 1 pkt, 0:3 – 0 pkt
Zasady ustalania kolejności: 1. liczba zwycięstw, 2. liczba punktów, 3. stosunek małych punktów, 4. stosunek setów, 5. bilans w bezpośrednich meczach
Wyniki
| Data  | Godz. | Drużyna 1           | Wynik | Drużyna 2    | 1     | 2     | 3     | 4 | 5 | Widzów | *      |
| ----- | ----- | ------------------- | ----- | ------------ | ----- | ----- | ----- | - | - | ------ | ------ |
| 27.06 | 09:00 | Saint Kitts i Nevis | 3:0   | Sint Maarten | 25:9  | 25:16 | 25:19 |   |   | 150    | Raport |
| 27.06 | 11:00 | Bermudy             | 0:3   | Anguilla     | 21:25 | 15:25 | 18:25 |   |   | 180    | Raport |
| 27.06 | 18:00 | Bermudy             | 3:0   | Sint Maarten | 25:22 | 25:21 | 25:20 |   |   | 100    | Raport |
| 27.06 | 20:00 | Saint Kitts i Nevis | 3:0   | Anguilla     | 25:18 | 25:19 | 25:12 |   |   | 150    | Raport |
| 28.06 | 9:00  | Saint Kitts i Nevis | 3:0   | Bermudy      | 25:15 | 25:17 | 25:21 |   |   | 50     | Raport |
| 28.06 | 11:00 | Anguilla            | 3:0   | Sint Maarten | 26:24 | 25:18 | 25:11 |   |   | 75     | Raport |

Mecz o 3 miejsce
| Data  | Godz. | Drużyna 1 | Wynik | Drużyna 2    | 1     | 2    | 3     | 4 | 5 | Widzów | *      |
| ----- | ----- | --------- | ----- | ------------ | ----- | ---- | ----- | - | - | ------ | ------ |
| 28.06 | 18:00 | Bermudy   | 3:0   | Sint Maarten | 25:20 | 25:8 | 25:20 |   |   | 75     | Raport |

Finał
| Data  | Godz. | Drużyna 1           | Wynik | Drużyna 2 | 1     | 2     | 3     | 4 | 5 | Widzów | *      |
| ----- | ----- | ------------------- | ----- | --------- | ----- | ----- | ----- | - | - | ------ | ------ |
| 28.06 | 20:00 | Saint Kitts i Nevis | 3:0   | Anguilla  | 25:11 | 25:18 | 25:12 |   |   | 300    | Raport |

Klasyfikacja końcowa
| Miejsce | Reprezentacja       |
| ------- | ------------------- |
| 1       | Saint Kitts i Nevis |
| 2       | Anguilla            |
| 3       | Bermudy             |
| 4       | Sint Maarten        |

### Grupa E
Kingston
Tabela
| Lp. | Drużyna  | Mecze | Mecze | Mecze | Pkt | Małe punkty | Małe punkty | Małe punkty | Sety | Sety | Sety  |
| Lp. | Drużyna  | M     | W     | P     | Pkt | zdob.       | str.        | ratio       | wyg. | prz. | ratio |
| --- | -------- | ----- | ----- | ----- | --- | ----------- | ----------- | ----------- | ---- | ---- | ----- |
| 1   | Jamajka  | 3     | 3     | 0     | 14  | 243         | 157         | 1.548       | 9    | 1    | 9.000 |
| 2   | Barbados | 3     | 2     | 1     | 11  | 232         | 150         | 1.547       | 7    | 3    | 2.333 |
| 3   | Aruba    | 3     | 1     | 2     | 5   | 146         | 191         | 0.764       | 3    | 6    | 0.500 |
| 4   | Kajmany  | 3     | 0     | 3     | 0   | 102         | 225         | 0.453       | 0    | 9    | 0.000 |

Źródło: NORCECA
Punktacja: 3:0 – 5 pkt, 3:1 – 4 pkt, 3:2 – 3 pkt, 2:3 – 2 pkt, 1:3 – 1 pkt, 0:3 – 0 pkt
Zasady ustalania kolejności: 1. liczba zwycięstw, 2. liczba punktów, 3. stosunek małych punktów, 4. stosunek setów, 5. bilans w bezpośrednich meczach
Wyniki
| Data  | Godz. | Drużyna 1 | Wynik | Drużyna 2 | 1     | 2     | 3     | 4     | 5 | Widzów | *      |
| ----- | ----- | --------- | ----- | --------- | ----- | ----- | ----- | ----- | - | ------ | ------ |
| 29.11 | 09:00 | Barbados  | 3:0   | Aruba     | 25:10 | 25:15 | 25:7  |       |   | 75     | Raport |
| 29.11 | 11:00 | Jamajka   | 3:0   | Kajmany   | 25:7  | 25:15 | 25:14 |       |   | 125    | Raport |
| 29.11 | 18:00 | Barbados  | 3:0   | Kajmany   | 25:11 | 25:8  | 25:6  |       |   | 150    | Raport |
| 29.11 | 20:00 | Jamajka   | 3:0   | Aruba     | 25:12 | 25:10 | 25:17 |       |   | 175    | Raport |
| 30.11 | 9:00  | Aruba     | 3:0   | Kajmany   | 25:8  | 25:12 | 25:21 |       |   | 50     | Raport |
| 30.11 | 11:00 | Jamajka   | 3:1   | Barbados  | 25:21 | 25:19 | 18:25 | 25:17 |   | 100    | Raport |

Mecz o 3 miejsce
| Data  | Godz. | Drużyna 1 | Wynik | Drużyna 2 | 1     | 2     | 3     | 4 | 5 | Widzów | *      |
| ----- | ----- | --------- | ----- | --------- | ----- | ----- | ----- | - | - | ------ | ------ |
| 30.11 | 18:00 | Aruba     | 3:0   | Kajmany   | 25:18 | 25:11 | 25:13 |   |   | 75     | Raport |

Finał
| Data  | Godz. | Drużyna 1 | Wynik | Drużyna 2 | 1     | 2     | 3     | 4     | 5 | Widzów | *      |
| ----- | ----- | --------- | ----- | --------- | ----- | ----- | ----- | ----- | - | ------ | ------ |
| 30.11 | 20:00 | Jamajka   | 3:1   | Barbados  | 25:14 | 26:24 | 23:25 | 25:19 |   | 225    | Raport |

Klasyfikacja końcowa
| Miejsce | Reprezentacja |
| ------- | ------------- |
| 1       | Jamajka       |
| 2       | Barbados      |
| 3       | Aruba         |
| 4       | Kajmany       |

### Grupa F
Road Town
Tabela
| Lp. | Drużyna                    | Mecze | Mecze | Mecze | Pkt | Małe punkty | Małe punkty | Małe punkty | Sety | Sety | Sety  |
| Lp. | Drużyna                    | M     | W     | P     | Pkt | zdob.       | str.        | ratio       | wyg. | prz. | ratio |
| --- | -------------------------- | ----- | ----- | ----- | --- | ----------- | ----------- | ----------- | ---- | ---- | ----- |
| 1   | Dominika                   | 3     | 3     | 0     | 12  | 284         | 240         | 1.183       | 9    | 3    | 3.000 |
| 2   | Antigua i Barbuda          | 3     | 1     | 2     | 7   | 251         | 241         | 1.041       | 5    | 6    | 0.833 |
| 3   | Saint-Martin               | 3     | 1     | 2     | 6   | 230         | 254         | 0.906       | 5    | 9    | 0.556 |
| 4   | Brytyjskie Wyspy Dziewicze | 3     | 1     | 2     | 5   | 218         | 248         | 0.879       | 4    | 7    | 0.571 |

Źródło: NORCECA
Punktacja: 3:0 – 5 pkt, 3:1 – 4 pkt, 3:2 – 3 pkt, 2:3 – 2 pkt, 1:3 – 1 pkt, 0:3 – 0 pkt
Zasady ustalania kolejności: 1. liczba zwycięstw, 2. liczba punktów, 3. stosunek małych punktów, 4. stosunek setów, 5. bilans w bezpośrednich meczach
Wyniki
| Data  | Godz. | Drużyna 1                  | Wynik | Drużyna 2         | 1     | 2     | 3     | 4     | 5    | Widzów | *      |
| ----- | ----- | -------------------------- | ----- | ----------------- | ----- | ----- | ----- | ----- | ---- | ------ | ------ |
| 09.06 | 09:00 | Dominika                   | 3:1   | Antigua i Barbuda | 25:22 | 26:24 | 26:28 | 25:22 |      | 75     | Raport |
| 09.06 | 11:00 | Brytyjskie Wyspy Dziewicze | 1:3   | Saint-Martin      | 15:25 | 25:18 | 15:25 | 17:25 |      | 0      | Raport |
| 09.06 | 18:00 | Dominika                   | 3:2   | Saint-Martin      | 22:25 | 25:16 | 20:25 | 25:16 | 15:7 | 175    | Raport |
| 09.06 | 20:00 | Brytyjskie Wyspy Dziewicze | 3:1   | Antigua i Barbuda | 16:25 | 25:14 | 25:19 | 25:22 |      | 0      | Raport |
| 10.06 | 9:00  | Antigua i Barbuda          | 3:0   | Saint-Martin      | 25:14 | 25:14 | 25:20 |       |      | 0      | Raport |
| 10.06 | 11:00 | Brytyjskie Wyspy Dziewicze | 0:3   | Dominika          | 19:25 | 20:25 | 16:25 |       |      | 0      | Raport |

Mecz o 3 miejsce
| Data  | Godz. | Drużyna 1                  | Wynik | Drużyna 2    | 1     | 2     | 3     | 4     | 5 | Widzów | *      |
| ----- | ----- | -------------------------- | ----- | ------------ | ----- | ----- | ----- | ----- | - | ------ | ------ |
| 10.06 | 18:00 | Brytyjskie Wyspy Dziewicze | 3:1   | Saint-Martin | 25:20 | 26:28 | 25:18 | 25:10 |   | 0      | Raport |

Finał
| Data  | Godz. | Drużyna 1 | Wynik | Drużyna 2         | 1     | 2     | 3     | 4     | 5 | Widzów | *      |
| ----- | ----- | --------- | ----- | ----------------- | ----- | ----- | ----- | ----- | - | ------ | ------ |
| 10.06 | 20:00 | Dominika  | 3:1   | Antigua i Barbuda | 26:24 | 25:22 | 21:25 | 26:24 |   | 0      | Raport |

Klasyfikacja końcowa
| Miejsce | Reprezentacja              |
| ------- | -------------------------- |
| 1       | Dominika                   |
| 2       | Antigua i Barbuda          |
| 3       | Brytyjskie Wyspy Dziewicze |
| 4       | Saint-Martin               |

### Grupa G
Panama
Tabela
| Lp. | Drużyna  | Mecze | Mecze | Mecze | Pkt | Małe punkty | Małe punkty | Małe punkty | Sety | Sety | Sety  |
| Lp. | Drużyna  | M     | W     | P     | Pkt | zdob.       | str.        | ratio       | wyg. | prz. | ratio |
| --- | -------- | ----- | ----- | ----- | --- | ----------- | ----------- | ----------- | ---- | ---- | ----- |
| 1   | Panama   | 3     | 3     | 0     | 14  | 251         | 159         | 1.579       | 9    | 1    | 9.000 |
| 2   | Salwador | 3     | 2     | 1     | 9   | 219         | 182         | 1.203       | 6    | 4    | 1.500 |
| 3   | Belize   | 3     | 1     | 2     | 6   | 200         | 231         | 0.866       | 6    | 6    | 1.000 |
| 4   | Bonaire  | 3     | 0     | 3     | 1   | 153         | 251         | 0.610       | 1    | 9    | 0.111 |

Źródło: NORCECA
Punktacja: 3:0 – 5 pkt, 3:1 – 4 pkt, 3:2 – 3 pkt, 2:3 – 2 pkt, 1:3 – 1 pkt, 0:3 – 0 pkt
Zasady ustalania kolejności: 1. liczba zwycięstw, 2. liczba punktów, 3. stosunek małych punktów, 4. stosunek setów, 5. bilans w bezpośrednich meczach
Wyniki
| Data  | Godz. | Drużyna 1 | Wynik | Drużyna 2 | 1     | 2     | 3     | 4     | 5 | Widzów | *      |
| ----- | ----- | --------- | ----- | --------- | ----- | ----- | ----- | ----- | - | ------ | ------ |
| 17.08 | 18:00 | Salwador  | 3:0   | Belize    | 25:22 | 25:13 | 25:18 |       |   | 300    | Raport |
| 17.08 | 21:00 | Panama    | 3:0   | Bonaire   | 25:14 | 25:5  | 26:24 |       |   | 350    | Raport |
| 18.08 | 18:00 | Salwador  | 3:1   | Bonaire   | 25:5  | 25:10 | 25:27 | 25:12 |   | 150    | Raport |
| 18.08 | 20:00 | Panama    | 3:1   | Belize    | 25:27 | 25:22 | 25:10 | 25:13 |   | 350    | Raport |
| 19.08 | 15:00 | Belize    | 3:0   | Bonaire   | 25:19 | 25:19 | 25:18 |       |   | 100    | Raport |
| 19.08 | 17:00 | Panama    | 3:0   | Salwador  | 25:18 | 25:15 | 25:11 |       |   | 300    | Raport |

### Grupa H
Managua
Tabela
| Lp. | Drużyna   | Mecze | Mecze | Mecze | Pkt | Małe punkty | Małe punkty | Małe punkty | Sety | Sety | Sety  |
| Lp. | Drużyna   | M     | W     | P     | Pkt | zdob.       | str.        | ratio       | wyg. | prz. | ratio |
| --- | --------- | ----- | ----- | ----- | --- | ----------- | ----------- | ----------- | ---- | ---- | ----- |
| 1   | Nikaragua | 2     | 2     | 0     | 8   | 185         | 138         | 1.341       | 6    | 2    | 3.000 |
| 2   | Gwatemala | 2     | 1     | 1     | 6   | 194         | 183         | 1.060       | 5    | 4    | 1.250 |
| 3   | Honduras  | 2     | 0     | 2     | 1   | 118         | 176         | 0.670       | 1    | 6    | 0.167 |

Źródło: NORCECA
Punktacja: 3:0 – 5 pkt, 3:1 – 4 pkt, 3:2 – 3 pkt, 2:3 – 2 pkt, 1:3 – 1 pkt, 0:3 – 0 pkt
Zasady ustalania kolejności: 1. liczba zwycięstw, 2. liczba punktów, 3. stosunek małych punktów, 4. stosunek setów, 5. bilans w bezpośrednich meczach
Wyniki
| Data  | Godz. | Drużyna 1 | Wynik | Drużyna 2 | 1     | 2     | 3     | 4     | 5     | Widzów | *      |
| ----- | ----- | --------- | ----- | --------- | ----- | ----- | ----- | ----- | ----- | ------ | ------ |
| 18.05 | 18:00 | Nikaragua | 3:0   | Honduras  | 25:14 | 25:15 | 25:16 |       |       | 600    | Raport |
| 19.05 | 18:00 | Gwatemala | 3:1   | Honduras  | 25:22 | 26:28 | 25:13 | 25:10 |       | 350    | Raport |
| 20.05 | 15:00 | Nikaragua | 3:2   | Gwatemala | 25:15 | 22:25 | 25:17 | 23:25 | 15:11 | 1 000  | Raport |

## Druga runda kwalifikacyjna
awans do trzeciej rundy kwalifikacyjnej

### Grupa I
Port-of-Spain
Tabela
| Lp. | Drużyna           | Mecze | Mecze | Mecze | Pkt | Małe punkty | Małe punkty | Małe punkty | Sety | Sety | Sety  |
| Lp. | Drużyna           | M     | W     | P     | Pkt | zdob.       | str.        | ratio       | wyg. | prz. | ratio |
| --- | ----------------- | ----- | ----- | ----- | --- | ----------- | ----------- | ----------- | ---- | ---- | ----- |
| 1   | Trynidad i Tobago | 3     | 3     | 0     | 15  | 226         | 119         | 1.899       | 9    | 0    | MAX   |
| 2   | Barbados          | 3     | 2     | 1     | 10  | 193         | 171         | 1.129       | 6    | 3    | 2.000 |
| 3   | Honduras          | 3     | 1     | 2     | 5   | 170         | 188         | 0.904       | 3    | 6    | 0.500 |
| 4   | Anguilla          | 3     | 0     | 3     | 0   | 114         | 225         | 0.507       | 0    | 9    | 0.000 |

Źródło: NORCECA
Punktacja: 3:0 – 5 pkt, 3:1 – 4 pkt, 3:2 – 3 pkt, 2:3 – 2 pkt, 1:3 – 1 pkt, 0:3 – 0 pkt
Zasady ustalania kolejności: 1. liczba zwycięstw, 2. liczba punktów, 3. stosunek małych punktów, 4. stosunek setów, 5. bilans w bezpośrednich meczach
Wyniki
| Data  | Godz. | Drużyna 1         | Wynik | Drużyna 2 | 1     | 2     | 3     | 4 | 5 | Widzów | *      |
| ----- | ----- | ----------------- | ----- | --------- | ----- | ----- | ----- | - | - | ------ | ------ |
| 25.05 | 09:00 | Trynidad i Tobago | 3:0   | Barbados  | 25:13 | 25:6  | 26:24 |   |   | 50     | Raport |
| 25.05 | 11:00 | Honduras          | 3:0   | Anguilla  | 25:15 | 25:12 | 25:11 |   |   | 50     | Raport |
| 25.05 | 18:00 | Anguilla          | 0:3   | Barbados  | 13:25 | 12:25 | 15:25 |   |   | 75     | Raport |
| 25.05 | 20:00 | Trynidad i Tobago | 3:0   | Honduras  | 25:15 | 25:11 | 25:14 |   |   | 125    | Raport |
| 26.05 | 9:00  | Trynidad i Tobago | 3:0   | Anguilla  | 25:14 | 25:14 | 25:8  |   |   | 25     | Raport |
| 26.05 | 11:00 | Honduras          | 0:3   | Barbados  | 18:25 | 20:25 | 17:25 |   |   | 50     | Raport |

Mecz o 3 miejsce
| Data  | Godz. | Drużyna 1 | Wynik | Drużyna 2 | 1    | 2     | 3     | 4 | 5 | Widzów | *      |
| ----- | ----- | --------- | ----- | --------- | ---- | ----- | ----- | - | - | ------ | ------ |
| 26.05 | 18:00 | Honduras  | 3:0   | Anguilla  | 25:9 | 25:18 | 25:18 |   |   | 100    | Raport |

Finał
| Data  | Godz. | Drużyna 1         | Wynik | Drużyna 2 | 1     | 2     | 3     | 4     | 5 | Widzów | *      |
| ----- | ----- | ----------------- | ----- | --------- | ----- | ----- | ----- | ----- | - | ------ | ------ |
| 26.05 | 20:00 | Trynidad i Tobago | 3:1   | Barbados  | 25:18 | 20:25 | 25:17 | 25:20 |   | 200    | Raport |

Klasyfikacja końcowa
| Miejsce | Reprezentacja     |
| ------- | ----------------- |
| 1       | Trynidad i Tobago |
| 2       | Barbados          |
| 3       | Honduras          |
| 4       | Anguilla          |

### Grupa J
Willemstad
Tabela
| Lp. | Drużyna           | Mecze | Mecze | Mecze | Pkt | Małe punkty | Małe punkty | Małe punkty | Sety | Sety | Sety  |
| Lp. | Drużyna           | M     | W     | P     | Pkt | zdob.       | str.        | ratio       | wyg. | prz. | ratio |
| --- | ----------------- | ----- | ----- | ----- | --- | ----------- | ----------- | ----------- | ---- | ---- | ----- |
| 1   | Curaçao           | 3     | 3     | 0     | 15  | 225         | 120         | 1.875       | 9    | 0    | MAX   |
| 2   | Saint Lucia       | 3     | 2     | 1     | 9   | 228         | 207         | 1.101       | 6    | 4    | 1.500 |
| 3   | Belize            | 3     | 1     | 2     | 5   | 219         | 241         | 0.909       | 4    | 7    | 0.571 |
| 4   | Antigua i Barbuda | 3     | 0     | 3     | 1   | 139         | 243         | 0.572       | 1    | 9    | 0.111 |

Źródło: NORCECA
Punktacja: 3:0 – 5 pkt, 3:1 – 4 pkt, 3:2 – 3 pkt, 2:3 – 2 pkt, 1:3 – 1 pkt, 0:3 – 0 pkt
Zasady ustalania kolejności: 1. liczba zwycięstw, 2. liczba punktów, 3. stosunek małych punktów, 4. stosunek setów, 5. bilans w bezpośrednich meczach
Wyniki
| Data  | Godz. | Drużyna 1         | Wynik | Drużyna 2         | 1     | 2     | 3     | 4     | 5 | Widzów | *      |
| ----- | ----- | ----------------- | ----- | ----------------- | ----- | ----- | ----- | ----- | - | ------ | ------ |
| 11.05 | 09:00 | Antigua i Barbuda | 1:3   | Belize            | 11:25 | 25:18 | 17:25 | 13:25 |   | 50     | Raport |
| 11.05 | 11:00 | Curaçao           | 3:0   | Saint Lucia       | 25:12 | 25:22 | 25:19 |       |   | 150    | Raport |
| 11.05 | 18:00 | Saint Lucia       | 3:1   | Belize            | 24:26 | 25:18 | 26:24 | 25:17 |   | 100    | Raport |
| 11.05 | 20:00 | Curaçao           | 3:0   | Antigua i Barbuda | 25:8  | 25:9  | 25:9  |       |   | 150    | Raport |
| 12.05 | 9:00  | Saint Lucia       | 3:0   | Antigua i Barbuda | 25:14 | 25:18 | 25:15 |       |   | 50     | Raport |
| 12.05 | 11:00 | Curaçao           | 3:0   | Belize            | 25:11 | 25:19 | 25:11 |       |   | 75     | Raport |

Mecz o 3 miejsce
| Data  | Godz. | Drużyna 1 | Wynik | Drużyna 2         | 1     | 2     | 3     | 4 | 5 | Widzów | *      |
| ----- | ----- | --------- | ----- | ----------------- | ----- | ----- | ----- | - | - | ------ | ------ |
| 12.05 | 18:00 | Belize    | 3:0   | Antigua i Barbuda | 25:16 | 25:20 | 25:18 |   |   | 100    | Raport |

Finał
| Data  | Godz. | Drużyna 1 | Wynik | Drużyna 2   | 1     | 2     | 3     | 4 | 5 | Widzów | *      |
| ----- | ----- | --------- | ----- | ----------- | ----- | ----- | ----- | - | - | ------ | ------ |
| 12.05 | 20:00 | Curaçao   | 3:0   | Saint Lucia | 25:10 | 25:15 | 25:11 |   |   | 200    | Raport |

Klasyfikacja końcowa
| Miejsce | Reprezentacja     |
| ------- | ----------------- |
| 1       | Curaçao           |
| 2       | Saint Lucia       |
| 3       | Belize            |
| 4       | Antigua i Barbuda |

### Grupa K
Saint Croix
Tabela
| Lp. | Drużyna                              | Mecze | Mecze | Mecze | Pkt | Małe punkty | Małe punkty | Małe punkty | Sety | Sety | Sety  |
| Lp. | Drużyna                              | M     | W     | P     | Pkt | zdob.       | str.        | ratio       | wyg. | prz. | ratio |
| --- | ------------------------------------ | ----- | ----- | ----- | --- | ----------- | ----------- | ----------- | ---- | ---- | ----- |
| 1   | Salwador                             | 3     | 3     | 0     | 14  | 243         | 178         | 1.365       | 9    | 1    | 9.000 |
| 2   | Wyspy Dziewicze Stanów Zjednoczonych | 3     | 2     | 1     | 11  | 233         | 165         | 1.412       | 7    | 3    | 2.333 |
| 3   | Saint Vincent i Grenadyny            | 3     | 1     | 2     | 5   | 172         | 203         | 0.847       | 3    | 6    | 0.500 |
| 4   | Brytyjskie Wyspy Dziewicze           | 3     | 0     | 3     | 0   | 123         | 225         | 0.547       | 0    | 9    | 0.000 |

Źródło: NORCECA
Punktacja: 3:0 – 5 pkt, 3:1 – 4 pkt, 3:2 – 3 pkt, 2:3 – 2 pkt, 1:3 – 1 pkt, 0:3 – 0 pkt
Zasady ustalania kolejności: 1. liczba zwycięstw, 2. liczba punktów, 3. stosunek małych punktów, 4. stosunek setów, 5. bilans w bezpośrednich meczach
Wyniki
| Data  | Godz. | Drużyna 1                            | Wynik | Drużyna 2                  | 1     | 2     | 3     | 4     | 5 | Widzów | *      |
| ----- | ----- | ------------------------------------ | ----- | -------------------------- | ----- | ----- | ----- | ----- | - | ------ | ------ |
| 25.05 | 09:00 | Salwador                             | 3:0   | Brytyjskie Wyspy Dziewicze | 25:12 | 25:17 | 25:9  |       |   | 50     | Raport |
| 25.05 | 11:00 | Wyspy Dziewicze Stanów Zjednoczonych | 3:0   | Saint Vincent i Grenadyny  | 25:6  | 25:17 | 25:17 |       |   | 125    | Raport |
| 25.05 | 18:00 | Saint Vincent i Grenadyny            | 3:0   | Brytyjskie Wyspy Dziewicze | 25:19 | 25:16 | 25:18 |       |   | 150    | Raport |
| 25.05 | 20:00 | Wyspy Dziewicze Stanów Zjednoczonych | 1:3   | Salwador                   | 25:18 | 18:25 | 17:25 | 23:25 |   | 200    | Raport |
| 26.05 | 9:00  | Saint Vincent i Grenadyny            | 0:3   | Salwador                   | 18:25 | 20:25 | 19:25 |       |   | 25     | Raport |
| 26.05 | 11:00 | Wyspy Dziewicze Stanów Zjednoczonych | 3:0   | Brytyjskie Wyspy Dziewicze | 25:13 | 25:4  | 25:15 |       |   | 75     | Raport |

Mecz o 3 miejsce
| Data  | Godz. | Drużyna 1                 | Wynik | Drużyna 2                  | 1     | 2     | 3     | 4 | 5 | Widzów | *      |
| ----- | ----- | ------------------------- | ----- | -------------------------- | ----- | ----- | ----- | - | - | ------ | ------ |
| 26.05 | 18:00 | Saint Vincent i Grenadyny | 3:0   | Brytyjskie Wyspy Dziewicze | 25:19 | 25:23 | 25:17 |   |   | 100    | Raport |

Finał
| Data  | Godz. | Drużyna 1 | Wynik | Drużyna 2                            | 1     | 2     | 3     | 4     | 5    | Widzów | *      |
| ----- | ----- | --------- | ----- | ------------------------------------ | ----- | ----- | ----- | ----- | ---- | ------ | ------ |
| 26.05 | 20:00 | Salwador  | 3:2   | Wyspy Dziewicze Stanów Zjednoczonych | 21:25 | 25:21 | 17:25 | 25:18 | 15:9 | 250    | Raport |

Klasyfikacja końcowa
| Miejsce | Reprezentacja                        |
| ------- | ------------------------------------ |
| 1       | Salwador                             |
| 2       | Wyspy Dziewicze Stanów Zjednoczonych |
| 3       | Saint Vincent i Grenadyny            |
| 4       | Brytyjskie Wyspy Dziewicze           |

### Grupa L
Gwatemala
Tabela
| Lp. | Drużyna             | Mecze | Mecze | Mecze | Pkt | Małe punkty | Małe punkty | Małe punkty | Sety | Sety | Sety  |
| Lp. | Drużyna             | M     | W     | P     | Pkt | zdob.       | str.        | ratio       | wyg. | prz. | ratio |
| --- | ------------------- | ----- | ----- | ----- | --- | ----------- | ----------- | ----------- | ---- | ---- | ----- |
| 1   | Gwatemala           | 3     | 3     | 0     | 15  | 225         | 123         | 1.829       | 9    | 0    | MAX   |
| 2   | Gwadelupa           | 3     | 2     | 1     | 10  | 210         | 161         | 1.304       | 6    | 3    | 2.000 |
| 3   | Saint Kitts i Nevis | 3     | 1     | 2     | 5   | 160         | 188         | 0.851       | 3    | 6    | 0.500 |
| 4   | Aruba               | 3     | 0     | 3     | 0   | 102         | 225         | 0.453       | 0    | 9    | 0.000 |

Źródło: NORCECA
Punktacja: 3:0 – 5 pkt, 3:1 – 4 pkt, 3:2 – 3 pkt, 2:3 – 2 pkt, 1:3 – 1 pkt, 0:3 – 0 pkt
Zasady ustalania kolejności: 1. liczba zwycięstw, 2. liczba punktów, 3. stosunek małych punktów, 4. stosunek setów, 5. bilans w bezpośrednich meczach
Wyniki
| Data  | Godz. | Drużyna 1           | Wynik | Drużyna 2           | 1     | 2     | 3     | 4 | 5 | Widzów | *      |
| ----- | ----- | ------------------- | ----- | ------------------- | ----- | ----- | ----- | - | - | ------ | ------ |
| 08.06 | 09:00 | Gwadelupa           | 3:0   | Aruba               | 25:11 | 25:13 | 25:14 |   |   | 150    | Raport |
| 08.06 | 11:00 | Gwatemala           | 3:0   | Saint Kitts i Nevis | 25:13 | 25:14 | 25:10 |   |   | 350    | Raport |
| 08.06 | 18:00 | Saint Kitts i Nevis | 3:0   | Aruba               | 25:10 | 25:15 | 25:13 |   |   | 150    | Raport |
| 08.06 | 20:00 | Gwatemala           | 3:0   | Gwadelupa           | 25:22 | 25:23 | 25:15 |   |   | 600    | Raport |
| 09.06 | 9:00  | Saint Kitts i Nevis | 0:3   | Gwadelupa           | 17:25 | 16:25 | 15:25 |   |   | 150    | Raport |
| 09.06 | 11:00 | Gwatemala           | 3:0   | Aruba               | 25:4  | 25:10 | 25:12 |   |   | 400    | Raport |

Mecz o 3 miejsce
| Data  | Godz. | Drużyna 1           | Wynik | Drużyna 2 | 1     | 2     | 3     | 4 | 5 | Widzów | *      |
| ----- | ----- | ------------------- | ----- | --------- | ----- | ----- | ----- | - | - | ------ | ------ |
| 09.06 | 18:00 | Saint Kitts i Nevis | 3:0   | Aruba     | 25:16 | 25:21 | 25:19 |   |   | 150    | Raport |

Finał
| Data  | Godz. | Drużyna 1 | Wynik | Drużyna 2 | 1     | 2     | 3     | 4     | 5 | Widzów | *      |
| ----- | ----- | --------- | ----- | --------- | ----- | ----- | ----- | ----- | - | ------ | ------ |
| 09.06 | 20:00 | Gwatemala | 3:1   | Gwadelupa | 25:20 | 24:26 | 25:18 | 25:21 |   | 700    | Raport |

Klasyfikacja końcowa
| Miejsce | Reprezentacja       |
| ------- | ------------------- |
| 1       | Gwatemala           |
| 2       | Gwadelupa           |
| 3       | Saint Kitts i Nevis |
| 4       | Aruba               |

### Grupa M
Kingston
Tabela
| Lp. | Drużyna   | Mecze | Mecze | Mecze | Pkt | Małe punkty | Małe punkty | Małe punkty | Sety | Sety | Sety  |
| Lp. | Drużyna   | M     | W     | P     | Pkt | zdob.       | str.        | ratio       | wyg. | prz. | ratio |
| --- | --------- | ----- | ----- | ----- | --- | ----------- | ----------- | ----------- | ---- | ---- | ----- |
| 1   | Nikaragua | 3     | 3     | 0     | 13  | 275         | 204         | 1.348       | 9    | 2    | 4.500 |
| 2   | Jamajka   | 3     | 2     | 1     | 11  | 225         | 200         | 1.125       | 7    | 3    | 2.333 |
| 3   | Surinam   | 3     | 1     | 2     | 6   | 235         | 210         | 1.119       | 4    | 6    | 0.667 |
| 4   | Bermudy   | 3     | 0     | 3     | 0   | 104         | 225         | 0.462       | 0    | 9    | 0.000 |

Źródło: NORCECA
Punktacja: 3:0 – 5 pkt, 3:1 – 4 pkt, 3:2 – 3 pkt, 2:3 – 2 pkt, 1:3 – 1 pkt, 0:3 – 0 pkt
Zasady ustalania kolejności: 1. liczba zwycięstw, 2. liczba punktów, 3. stosunek małych punktów, 4. stosunek setów, 5. bilans w bezpośrednich meczach
Wyniki
| Data  | Godz. | Drużyna 1 | Wynik | Drużyna 2 | 1     | 2     | 3     | 4     | 5 | Widzów | *      |
| ----- | ----- | --------- | ----- | --------- | ----- | ----- | ----- | ----- | - | ------ | ------ |
| 01.06 | 09:00 | Nikaragua | 3:1   | Surinam   | 28:26 | 21:25 | 25:22 | 25:23 |   | 100    | Raport |
| 01.06 | 11:00 | Jamajka   | 3:0   | Bermudy   | 25:11 | 25:16 | 25:8  |       |   | 100    | Raport |
| 01.06 | 18:00 | Nikaragua | 3:0   | Bermudy   | 25:16 | 25:13 | 25:4  |       |   | 150    | Raport |
| 01.06 | 20:00 | Jamajka   | 3:0   | Surinam   | 25:23 | 25:20 | 25:21 |       |   | 200    | Raport |
| 02.06 | 9:00  | Surinam   | 3:0   | Bermudy   | 25:11 | 25:14 | 25:11 |       |   | 50     | Raport |
| 02.06 | 11:00 | Jamajka   | 1:3   | Nikaragua | 15:25 | 18:25 | 28:26 | 14:25 |   | 100    | Raport |

Mecz o 3 miejsce
| Data  | Godz. | Drużyna 1 | Wynik | Drużyna 2 | 1     | 2    | 3     | 4 | 5 | Widzów | *      |
| ----- | ----- | --------- | ----- | --------- | ----- | ---- | ----- | - | - | ------ | ------ |
| 02.06 | 18:00 | Surinam   | 3:0   | Bermudy   | 25:15 | 25:9 | 25:12 |   |   | 100    | Raport |

Finał
| Data  | Godz. | Drużyna 1 | Wynik | Drużyna 2 | 1     | 2     | 3     | 4     | 5     | Widzów | *      |
| ----- | ----- | --------- | ----- | --------- | ----- | ----- | ----- | ----- | ----- | ------ | ------ |
| 02.06 | 20:00 | Nikaragua | 3:2   | Jamajka   | 21:25 | 25:14 | 22:25 | 25:17 | 15:10 | 250    | Raport |

Klasyfikacja końcowa
| Miejsce | Reprezentacja |
| ------- | ------------- |
| 1       | Nikaragua     |
| 2       | Jamajka       |
| 3       | Surinam       |
| 4       | Bermudy       |

### Grupa N
Saint George’s
Tabela
| Lp. | Drużyna  | Mecze | Mecze | Mecze | Pkt | Małe punkty | Małe punkty | Małe punkty | Sety | Sety | Sety  |
| Lp. | Drużyna  | M     | W     | P     | Pkt | zdob.       | str.        | ratio       | wyg. | prz. | ratio |
| --- | -------- | ----- | ----- | ----- | --- | ----------- | ----------- | ----------- | ---- | ---- | ----- |
| 1   | Panama   | 3     | 3     | 0     | 14  | 9           | 1           | 9.000       | 244  | 175  | 1.394 |
| 2   | Haiti    | 3     | 2     | 1     | 11  | 7           | 3           | 2.333       | 236  | 201  | 1.174 |
| 3   | Dominika | 3     | 1     | 2     | 5   | 3           | 6           | 0.500       | 183  | 192  | 0.953 |
| 4   | Grenada  | 3     | 0     | 3     | 0   | 0           | 9           | 0.000       | 130  | 225  | 0.578 |

Źródło: NORCECA
Punktacja: 3:0 – 5 pkt, 3:1 – 4 pkt, 3:2 – 3 pkt, 2:3 – 2 pkt, 1:3 – 1 pkt, 0:3 – 0 pkt
Zasady ustalania kolejności: 1. liczba zwycięstw, 2. liczba punktów, 3. stosunek małych punktów, 4. stosunek setów, 5. bilans w bezpośrednich meczach
Wyniki
| Data  | Godz. | Drużyna 1 | Wynik | Drużyna 2 | 1     | 2     | 3     | 4     | 5 | Widzów | *      |
| ----- | ----- | --------- | ----- | --------- | ----- | ----- | ----- | ----- | - | ------ | ------ |
| 22.06 | 09:00 | Dominika  | 0:3   | Panama    | 21:25 | 10:25 | 18:25 |       |   | 50     | Raport |
| 22.06 | 11:00 | Grenada   | 0:3   | Haiti     | 13:25 | 18:25 | 17:25 |       |   | 75     | Raport |
| 22.06 | 18:00 | Panama    | 3:1   | Haiti     | 19:25 | 25:23 | 25:20 | 25:18 |   | 50     | Raport |
| 22.06 | 20:00 | Dominika  | 3:0   | Grenada   | 25:19 | 25:12 | 25:11 |       |   | 75     | Raport |
| 23.06 | 9:00  | Dominika  | 0:3   | Haiti     | 18:25 | 18:25 | 23:25 |       |   | 40     | Raport |
| 23.06 | 11:00 | Panama    | 3:0   | Grenada   | 25:19 | 25:10 | 25:11 |       |   | 61     | Raport |

Mecz o 3 miejsce
| Data  | Godz. | Drużyna 1 | Wynik | Drużyna 2 | 1     | 2    | 3     | 4 | 5 | Widzów | *      |
| ----- | ----- | --------- | ----- | --------- | ----- | ---- | ----- | - | - | ------ | ------ |
| 23.06 | 18:00 | Dominika  | 3:0   | Grenada   | 25:16 | 25:7 | 25:19 |   |   | 50     | Raport |

Finał
| Data  | Godz. | Drużyna 1 | Wynik | Drużyna 2 | 1     | 2     | 3     | 4 | 5 | Widzów | *      |
| ----- | ----- | --------- | ----- | --------- | ----- | ----- | ----- | - | - | ------ | ------ |
| 23.06 | 20:00 | Panama    | 3:0   | Haiti     | 25:18 | 25:20 | 25:16 |   |   | 85     | Raport |

Klasyfikacja końcowa
| Miejsce | Reprezentacja |
| ------- | ------------- |
| 1       | Panama        |
| 2       | Haiti         |
| 3       | Dominika      |
| 4       | Grenada       |

## Trzecia runda kwalifikacyjna
awans do MŚ
     play-off
     awans do finału grupy

### Grupa O
Colorado Springs
Tabela
| Lp. | Drużyna           | Mecze | Mecze | Mecze | Pkt | Małe punkty | Małe punkty | Małe punkty | Sety | Sety | Sety  |
| Lp. | Drużyna           | M     | W     | P     | Pkt | zdob.       | str.        | ratio       | wyg. | prz. | ratio |
| --- | ----------------- | ----- | ----- | ----- | --- | ----------- | ----------- | ----------- | ---- | ---- | ----- |
| 1   | Stany Zjednoczone | 3     | 3     | 0     | 15  | 225         | 117         | 1.923       | 9    | 0    | MAX   |
| 2   | Panama            | 3     | 2     | 1     | 7   | 231         | 246         | 0.939       | 6    | 6    | 1.000 |
| 3   | Gwatemala         | 3     | 1     | 2     | 6   | 239         | 261         | 0.916       | 5    | 7    | 0.714 |
| 4   | Honduras          | 3     | 0     | 3     | 2   | 199         | 270         | 0.737       | 2    | 9    | 0.222 |

Źródło: NORCECA
Punktacja: 3:0 – 5 pkt, 3:1 – 4 pkt, 3:2 – 3 pkt, 2:3 – 2 pkt, 1:3 – 1 pkt, 0:3 – 0 pkt
Zasady ustalania kolejności: 1. liczba zwycięstw, 2. liczba punktów, 3. stosunek małych punktów, 4. stosunek setów, 5. bilans w bezpośrednich meczach
Wyniki
| Data  | Godz. | Drużyna 1         | Wynik | Drużyna 2 | 1     | 2     | 3     | 4     | 5     | Widzów | *      |
| ----- | ----- | ----------------- | ----- | --------- | ----- | ----- | ----- | ----- | ----- | ------ | ------ |
| 15.05 | 13:00 | Panama            | 3:1   | Honduras  | 25:17 | 20:25 | 25:13 | 25:16 |       | 400    | Raport |
| 15.05 | 15:00 | Stany Zjednoczone | 3:0   | Gwatemala | 25:10 | 25:18 | 25:11 |       |       | 650    | Raport |
| 16.05 | 13:00 | Honduras          | 1:3   | Gwatemala | 19:25 | 19:25 | 27:25 | 22:25 |       | 300    | Raport |
| 16.05 | 15:00 | Stany Zjednoczone | 3:0   | Panama    | 25:16 | 25:12 | 25:9  |       |       | 400    | Raport |
| 17.05 | 13:00 | Panama            | 3:2   | Gwatemala | 16:25 | 25:16 | 18:25 | 25:23 | 15:11 | 750    | Raport |
| 17.05 | 15:00 | Stany Zjednoczone | 3:0   | Honduras  | 25:12 | 25:13 | 25:16 |       |       | 1 025  | Raport |

Mecz o 3 miejsce
| Data  | Godz. | Drużyna 1 | Wynik | Drużyna 2 | 1     | 2     | 3     | 4     | 5     | Widzów | *      |
| ----- | ----- | --------- | ----- | --------- | ----- | ----- | ----- | ----- | ----- | ------ | ------ |
| 18.05 | 13:00 | Gwatemala | 3:2   | Honduras  | 25:21 | 22:25 | 25:21 | 23:25 | 15:13 | 400    | Raport |

Finał
| Data  | Godz. | Drużyna 1         | Wynik | Drużyna 2 | 1     | 2    | 3    | 4 | 5 | Widzów | *      |
| ----- | ----- | ----------------- | ----- | --------- | ----- | ---- | ---- | - | - | ------ | ------ |
| 18.05 | 15:00 | Stany Zjednoczone | 3:0   | Panama    | 25:18 | 25:5 | 25:5 |   |   | 975    | Raport |

Klasyfikacja końcowa
| Miejsce | Reprezentacja     |
| ------- | ----------------- |
| 1       | Stany Zjednoczone |
| 2       | Panama            |
| 3       | Gwatemala         |
| 4       | Honduras          |

### Grupa P
La Romana
Tabela
| Lp. | Drużyna    | Mecze | Mecze | Mecze | Pkt | Małe punkty | Małe punkty | Małe punkty | Sety | Sety | Sety  |
| Lp. | Drużyna    | M     | W     | P     | Pkt | zdob.       | str.        | ratio       | wyg. | prz. | ratio |
| --- | ---------- | ----- | ----- | ----- | --- | ----------- | ----------- | ----------- | ---- | ---- | ----- |
| 1   | Dominikana | 3     | 3     | 0     | 15  | 225         | 112         | 2.009       | 9    | 0    | MAX   |
| 2   | Nikaragua  | 3     | 2     | 1     | 9   | 212         | 206         | 1.029       | 6    | 4    | 1.500 |
| 3   | Gwadelupa  | 3     | 1     | 2     | 4   | 231         | 270         | 0.856       | 4    | 8    | 0.500 |
| 4   | Salwador   | 3     | 0     | 3     | 2   | 180         | 260         | 0.692       | 2    | 9    | 0.222 |

Źródło: NORCECA
Punktacja: 3:0 – 5 pkt, 3:1 – 4 pkt, 3:2 – 3 pkt, 2:3 – 2 pkt, 1:3 – 1 pkt, 0:3 – 0 pkt
Zasady ustalania kolejności: 1. liczba zwycięstw, 2. liczba punktów, 3. stosunek małych punktów, 4. stosunek setów, 5. bilans w bezpośrednich meczach
Wyniki
| Data  | Godz. | Drużyna 1  | Wynik | Drużyna 2 | 1     | 2     | 3     | 4     | 5    | Widzów | *      |
| ----- | ----- | ---------- | ----- | --------- | ----- | ----- | ----- | ----- | ---- | ------ | ------ |
| 15.05 | 17:00 | Salwador   | 0:3   | Nikaragua | 16:25 | 17:25 | 13:25 |       |      | 200    | Raport |
| 15.05 | 19:00 | Dominikana | 3:0   | Gwadelupa | 25:13 | 25:7  | 25:16 |       |      | 750    | Raport |
| 16.05 | 17:00 | Nikaragua  | 3:1   | Gwadelupa | 25:22 | 19:25 | 25:23 | 25:15 |      | 150    | Raport |
| 16.05 | 19:00 | Dominikana | 3:0   | Salwador  | 25:11 | 25:10 | 25:12 |       |      | 1 800  | Raport |
| 17.05 | 17:00 | Gwadelupa  | 3:2   | Salwador  | 21:25 | 25:21 | 26:24 | 23:25 | 15:6 | 1 500  | Raport |
| 17.05 | 19:00 | Dominikana | 3:0   | Nikaragua | 25:7  | 25:14 | 25:22 |       |      | 1 850  | Raport |

Mecz o 3 miejsce
| Data  | Godz. | Drużyna 1 | Wynik | Drużyna 2 | 1     | 2     | 3     | 4     | 5 | Widzów | *      |
| ----- | ----- | --------- | ----- | --------- | ----- | ----- | ----- | ----- | - | ------ | ------ |
| 18.05 | 16:00 | Gwadelupa | 1:3   | Salwador  | 23:25 | 25:17 | 15:25 | 23:25 |   | 1 500  | Raport |

Finał
| Data  | Godz. | Drużyna 1  | Wynik | Drużyna 2 | 1     | 2    | 3     | 4 | 5 | Widzów | *      |
| ----- | ----- | ---------- | ----- | --------- | ----- | ---- | ----- | - | - | ------ | ------ |
| 18.05 | 18:00 | Dominikana | 3:0   | Nikaragua | 25:10 | 25:8 | 25:11 |   |   | 2 150  | Raport |

Klasyfikacja końcowa
| Miejsce | Reprezentacja |
| ------- | ------------- |
| 1       | Dominikana    |
| 2       | Nikaragua     |
| 3       | Gwadelupa     |
| 4       | Salwador      |

### Grupa Q
Hawana
Tabela
| Lp. | Drużyna           | Mecze | Mecze | Mecze | Pkt | Małe punkty | Małe punkty | Małe punkty | Sety | Sety | Sety  |
| Lp. | Drużyna           | M     | W     | P     | Pkt | zdob.       | str.        | ratio       | wyg. | prz. | ratio |
| --- | ----------------- | ----- | ----- | ----- | --- | ----------- | ----------- | ----------- | ---- | ---- | ----- |
| 1   | Kuba              | 3     | 3     | 0     | 15  | 226         | 134         | 1.687       | 9    | 0    | MAX   |
| 2   | Trynidad i Tobago | 3     | 2     | 1     | 8   | 224         | 192         | 1.167       | 6    | 5    | 1.200 |
| 3   | Curaçao           | 3     | 1     | 2     | 6   | 182         | 223         | 0.816       | 4    | 6    | 0.667 |
| 4   | Haiti             | 3     | 0     | 3     | 1   | 139         | 242         | 0.574       | 1    | 9    | 0.111 |

Źródło: NORCECA
Punktacja: 3:0 – 5 pkt, 3:1 – 4 pkt, 3:2 – 3 pkt, 2:3 – 2 pkt, 1:3 – 1 pkt, 0:3 – 0 pkt
Zasady ustalania kolejności: 1. liczba zwycięstw, 2. liczba punktów, 3. stosunek małych punktów, 4. stosunek setów, 5. bilans w bezpośrednich meczach
Wyniki
| Data  | Godz. | Drużyna 1         | Wynik | Drużyna 2         | 1     | 2     | 3     | 4     | 5 | Widzów | *      |
| ----- | ----- | ----------------- | ----- | ----------------- | ----- | ----- | ----- | ----- | - | ------ | ------ |
| 14.05 | 15:00 | Haiti             | 1:3   | Trynidad i Tobago | 25:17 | 3:25  | 9:25  | 12:25 |   | 300    | Raport |
| 14.05 | 17:00 | Kuba              | 3:0   | Curaçao           | 25:5  | 25:17 | 25:18 |       |   | 500    | Raport |
| 15.05 | 15:00 | Trynidad i Tobago | 3:1   | Curaçao           | 25:15 | 22:25 | 25:9  | 25:18 |   | 500    | Raport |
| 15.05 | 17:00 | Kuba              | 3:0   | Haiti             | 25:13 | 25:12 | 25:14 |       |   | 350    | Raport |
| 16.05 | 15:00 | Curaçao           | 3:0   | Haiti             | 25:16 | 25:20 | 25:15 |       |   | 300    | Raport |
| 16.05 | 17:00 | Kuba              | 3:0   | Trynidad i Tobago | 25:15 | 25:16 | 26:24 |       |   | 700    | Raport |

Mecz o 3 miejsce
| Data  | Godz. | Drużyna 1 | Wynik | Drużyna 2 | 1     | 2     | 3     | 4     | 5     | Widzów | *      |
| ----- | ----- | --------- | ----- | --------- | ----- | ----- | ----- | ----- | ----- | ------ | ------ |
| 17.05 | 15:00 | Curaçao   | 2:3   | Haiti     | 22:25 | 22:25 | 25:19 | 25:18 | 11:15 | 300    | Raport |

Finał
| Data  | Godz. | Drużyna 1 | Wynik | Drużyna 2         | 1     | 2     | 3     | 4 | 5 | Widzów | *      |
| ----- | ----- | --------- | ----- | ----------------- | ----- | ----- | ----- | - | - | ------ | ------ |
| 17.05 | 17:00 | Kuba      | 3:0   | Trynidad i Tobago | 25:18 | 25:20 | 25:13 |   |   | 1000   | Raport |

Klasyfikacja końcowa
| Miejsce | Reprezentacja     |
| ------- | ----------------- |
| 1       | Kuba              |
| 2       | Trynidad i Tobago |
| 3       | Haiti             |
| 4       | Curaçao           |

### Grupa R
Ponce
Tabela
| Lp. | Drużyna     | Mecze | Mecze | Mecze | Pkt | Małe punkty | Małe punkty | Małe punkty | Sety | Sety | Sety  |
| Lp. | Drużyna     | M     | W     | P     | Pkt | zdob.       | str.        | ratio       | wyg. | prz. | ratio |
| --- | ----------- | ----- | ----- | ----- | --- | ----------- | ----------- | ----------- | ---- | ---- | ----- |
| 1   | Portoryko   | 3     | 3     | 0     | 15  | 225         | 96          | 2.344       | 9    | 0    | MAX   |
| 2   | Kostaryka   | 3     | 2     | 1     | 10  | 203         | 157         | 1.293       | 6    | 3    | 2.000 |
| 3   | Barbados    | 3     | 1     | 2     | 4   | 155         | 230         | 0.674       | 3    | 7    | 0.429 |
| 4   | Saint Lucia | 3     | 0     | 3     | 1   | 147         | 247         | 0.595       | 1    | 9    | 0.111 |

Źródło: NORCECA
Punktacja: 3:0 – 5 pkt, 3:1 – 4 pkt, 3:2 – 3 pkt, 2:3 – 2 pkt, 1:3 – 1 pkt, 0:3 – 0 pkt
Zasady ustalania kolejności: 1. liczba zwycięstw, 2. liczba punktów, 3. stosunek małych punktów, 4. stosunek setów, 5. bilans w bezpośrednich meczach
Wyniki
| Data  | Godz. | Drużyna 1   | Wynik | Drużyna 2   | 1     | 2     | 3     | 4     | 5 | Widzów | *      |
| ----- | ----- | ----------- | ----- | ----------- | ----- | ----- | ----- | ----- | - | ------ | ------ |
| 22.05 | 15:00 | Barbados    | 3:1   | Saint Lucia | 25:23 | 22:25 | 25:14 | 25:18 |   | 200    | Raport |
| 22.05 | 20:00 | Portoryko   | 3:0   | Kostaryka   | 25:20 | 25:14 | 25:19 |       |   | 2 000  | Raport |
| 23.05 | 16:00 | Kostaryka   | 3:0   | Barbados    | 25:11 | 25:9  | 25:18 |       |   | 150    | Raport |
| 23.05 | 18:00 | Portoryko   | 3:0   | Saint Lucia | 25:4  | 25:9  | 25:10 |       |   | 400    | Raport |
| 24.05 | 14:00 | Saint Lucia | 0:3   | Kostaryka   | 18:25 | 12:25 | 14:25 |       |   | 500    | Raport |
| 24.05 | 18:00 | Portoryko   | 3:0   | Barbados    | 25:4  | 25:8  | 25:8  |       |   | 400    | Raport |

Mecz o 3 miejsce
| Data  | Godz. | Drużyna 1 | Wynik | Drużyna 2   | 1     | 2     | 3     | 4     | 5 | Widzów | *      |
| ----- | ----- | --------- | ----- | ----------- | ----- | ----- | ----- | ----- | - | ------ | ------ |
| 25.05 | 16:00 | Barbados  | 3:1   | Saint Lucia | 25:21 | 25:23 | 25:27 | 25:17 |   | 300    | Raport |

Finał
| Data  | Godz. | Drużyna 1 | Wynik | Drużyna 2 | 1     | 2     | 3     | 4 | 5 | Widzów | *      |
| ----- | ----- | --------- | ----- | --------- | ----- | ----- | ----- | - | - | ------ | ------ |
| 25.05 | 18:00 | Portoryko | 3:0   | Kostaryka | 25:14 | 25:16 | 25:11 |   |   | 1 700  | Raport |

Klasyfikacja końcowa
| Miejsce | Reprezentacja |
| ------- | ------------- |
| 1       | Portoryko     |
| 2       | Kostaryka     |
| 3       | Barbados      |
| 4       | Saint Lucia   |

### Grupa S
Mississauga
Tabela
| Lp. | Drużyna                              | Mecze | Mecze | Mecze | Pkt | Małe punkty | Małe punkty | Małe punkty | Sety | Sety | Sety  |
| Lp. | Drużyna                              | M     | W     | P     | Pkt | zdob.       | str.        | ratio       | wyg. | prz. | ratio |
| --- | ------------------------------------ | ----- | ----- | ----- | --- | ----------- | ----------- | ----------- | ---- | ---- | ----- |
| 1   | Kanada                               | 3     | 3     | 0     | 14  | 247         | 137         | 1.803       | 9    | 1    | 9.000 |
| 2   | Meksyk                               | 3     | 2     | 1     | 11  | 227         | 190         | 1.195       | 7    | 3    | 2.333 |
| 3   | Jamajka                              | 3     | 1     | 2     | 5   | 151         | 205         | 0.737       | 3    | 6    | 0.500 |
| 4   | Wyspy Dziewicze Stanów Zjednoczonych | 3     | 0     | 3     | 0   | 132         | 225         | 0.587       | 0    | 9    | 0.000 |

Źródło: NORCECA
Punktacja: 3:0 – 5 pkt, 3:1 – 4 pkt, 3:2 – 3 pkt, 2:3 – 2 pkt, 1:3 – 1 pkt, 0:3 – 0 pkt
Zasady ustalania kolejności: 1. liczba zwycięstw, 2. liczba punktów, 3. stosunek małych punktów, 4. stosunek setów, 5. bilans w bezpośrednich meczach
Wyniki
| Data  | Godz. | Drużyna 1 | Wynik | Drużyna 2                            | 1     | 2     | 3     | 4     | 5 | Widzów | *      |
| ----- | ----- | --------- | ----- | ------------------------------------ | ----- | ----- | ----- | ----- | - | ------ | ------ |
| 16.05 | 14:00 | Meksyk    | 3:0   | Wyspy Dziewicze Stanów Zjednoczonych | 25:12 | 25:14 | 25:19 |       |   | 50     | Raport |
| 16.05 | 18:00 | Kanada    | 3:0   | Jamajka                              | 25:9  | 25:10 | 25:9  |       |   | 150    | Raport |
| 17.05 | 14:00 | Jamajka   | 3:0   | Wyspy Dziewicze Stanów Zjednoczonych | 25:22 | 25:14 | 25:19 |       |   | 185    | Raport |
| 17.05 | 20:00 | Kanada    | 3:1   | Meksyk                               | 25:16 | 25:20 | 22:25 | 25:16 |   | 750    | Raport |
| 18.05 | 16:00 | Meksyk    | 3:0   | Jamajka                              | 25:11 | 25:16 | 25:21 |       |   | 640    | Raport |
| 18.05 | 18:00 | Kanada    | 3:0   | Wyspy Dziewicze Stanów Zjednoczonych | 25:12 | 25:9  | 25:11 |       |   | 850    | Raport |

Mecz o 3 miejsce
| Data  | Godz. | Drużyna 1 | Wynik | Drużyna 2                            | 1     | 2     | 3     | 4 | 5 | Widzów | *      |
| ----- | ----- | --------- | ----- | ------------------------------------ | ----- | ----- | ----- | - | - | ------ | ------ |
| 19.05 | 16:00 | Jamajka   | 3:0   | Wyspy Dziewicze Stanów Zjednoczonych | 25:13 | 25:10 | 25:11 |   |   | 556    | Raport |

Finał
| Data  | Godz. | Drużyna 1 | Wynik | Drużyna 2 | 1     | 2     | 3     | 4 | 5 | Widzów | *      |
| ----- | ----- | --------- | ----- | --------- | ----- | ----- | ----- | - | - | ------ | ------ |
| 19.05 | 20:00 | Kanada    | 3:0   | Meksyk    | 25:16 | 25:19 | 25:17 |   |   | 1 200  | Raport |

Klasyfikacja końcowa
| Miejsce | Reprezentacja                        |
| ------- | ------------------------------------ |
| 1       | Kanada                               |
| 2       | Meksyk                               |
| 3       | Jamajka                              |
| 4       | Wyspy Dziewicze Stanów Zjednoczonych |

## Play-off
Port-of-Spain
Tabela
| Lp. | Drużyna           | Mecze | Mecze | Mecze | Pkt | Małe punkty | Małe punkty | Małe punkty | Sety | Sety | Sety  |
| Lp. | Drużyna           | M     | W     | P     | Pkt | zdob.       | str.        | ratio       | wyg. | prz. | ratio |
| --- | ----------------- | ----- | ----- | ----- | --- | ----------- | ----------- | ----------- | ---- | ---- | ----- |
| 1   | Meksyk            | 4     | 4     | 0     | 20  | 306         | 195         | 1.569       | 12   | 0    | MAX   |
| 2   | Trynidad i Tobago | 4     | 3     | 1     | 15  | 286         | 243         | 1.177       | 9    | 3    | 3.000 |
| 3   | Kostaryka         | 4     | 2     | 2     | 8   | 300         | 323         | 0.929       | 6    | 8    | 0.750 |
| 4   | Nikaragua         | 4     | 1     | 3     | 5   | 292         | 324         | 0.901       | 4    | 10   | 0.400 |
| 5   | Panama            | 4     | 0     | 4     | 2   | 248         | 347         | 0.715       | 2    | 12   | 0.167 |

Źródło: NORCECA
Punktacja: 3:0 – 5 pkt, 3:1 – 4 pkt, 3:2 – 3 pkt, 2:3 – 2 pkt, 1:3 – 1 pkt, 0:3 – 0 pkt
Zasady ustalania kolejności: 1. liczba zwycięstw, 2. liczba punktów, 3. stosunek małych punktów, 4. stosunek setów, 5. bilans w bezpośrednich meczach
     awans do MŚ
Wyniki
| Data  | Godz. | Drużyna 1         | Wynik | Drużyna 2 | 1     | 2     | 3     | 4     | 5 | Widzów | *      |
| ----- | ----- | ----------------- | ----- | --------- | ----- | ----- | ----- | ----- | - | ------ | ------ |
| 16.07 | 18:00 | Meksyk            | 3:0   | Kostaryka | 25:14 | 25:17 | 25:11 |       |   | 200    | Raport |
| 16.07 | 20:00 | Trynidad i Tobago | 3:0   | Panama    | 25:17 | 25:16 | 25:15 |       |   | 800    | Raport |
| 17.07 | 18:00 | Panama            | 0:3   | Meksyk    | 13:25 | 15:25 | 20:25 |       |   | 300    | Raport |
| 17.07 | 20:00 | Trynidad i Tobago | 3:0   | Nikaragua | 26:24 | 25:19 | 25:13 |       |   | 800    | Raport |
| 18.07 | 18:00 | Nikaragua         | 3:1   | Panama    | 25:16 | 24:26 | 25:10 | 25:19 |   | 200    | Raport |
| 18.07 | 20:00 | Trynidad i Tobago | 3:0   | Kostaryka | 25:22 | 25:15 | 25:21 |       |   | 825    | Raport |
| 19.07 | 18:00 | Kostaryka         | 3:1   | Panama    | 25:19 | 25:19 | 23:25 | 25:18 |   | 100    | Raport |
| 19.07 | 20:00 | Nikaragua         | 0:3   | Meksyk    | 12:25 | 14:25 | 19:25 |       |   | 125    | Raport |
| 20.07 | 18:00 | Nikaragua         | 1:3   | Kostaryka | 26:24 | 22:25 | 26:28 | 18:25 |   | 300    | Raport |
| 20.07 | 20:00 | Trynidad i Tobago | 0:3   | Meksyk    | 14:25 | 29:31 | 17:25 |       |   | 1 200  | Raport |